# Jean-Pierre Stock
Pour les articles homonymes, voir Stock (homonymie).
Jean-Pierre Stock est un rameur français né le 5 avril 1900 à Paris et mort le 2 octobre 1950 à Caracas. 

## Biographie
Fils du libraire Pierre-Victor Stock (1861-1943), éditeur des anarchistes et ardent dreyfusard, il devient moniteur à Joinville au début des années 1920 en tant qu'artilleur. Jean-Pierre Stock a remporté avec Marc Detton la médaille d'argent en deux de couple aux Jeux olympiques d'été de 1924 à Paris. 
Licencié à la S.N. Encouragement puis à la S.N. Marne, son palmarès compte également deux titres de champion de France en skiff, deux autres en double scull, et un titre de champion d'Europe en double scull. 
Il a également porté les couleurs du PUC en rugby et a nagé au sein de la Libellule de Paris. 
Il est co-auteur avec René Berry de L'Aviron, dans la collection "Tous les sports par des champions" publiée sous la direction de Henri Decoin. 
Réputé pour son physique d'Apollon, il s'était essayé au cinéma avant de s'envoler vers Caracas au Venezuela, deux ans avant sa mort, pour s'occuper d'une exploitation agricole. 